# Pilagölen (Skepperstads socken, Småland)
Pilagölen är en sjö i Sävsjö kommun i Småland och ingår i Emåns huvudavrinningsområde. Sjön är 5,8 meter djup, har en yta på 0,019 kvadratkilometer och befinner sig 221 meter över havet.